# Aldabradrongo
De aldabradrongo (Dicrurus aldabranus) is een zangvogel uit de familie Dicruridae (drongo's). Het is een endemische vogelsoort van de Seychellen.

## Kenmerken
De aldabradrongo is het meest verwant aan de kuifdrongo volgens moleculair genetisch onderzoek. Vroeger werd gedacht dat hij het meest verwant was aan de treurdrongo. Het is qua uiterlijk een typische drongo: glanzend zwart met een gevorkte staart en rode ogen.

## Verspreiding en leefgebied
De aldabradrongo komt voor op alle vier de eilanden van het atol Aldabra en op de eilanden Ile Esprit, Ile Moustique, Gros Ilot, Ile Michel en Ile aux Cèdres. Bij elkaar een gebied van 150 km². Het atol  Aldabra staat als biodiversiteitshotspot sinds 1982 op de werelderfgoedlijst van de UNESCO.
De vogel broedt in mangrove en Casuarina bomen (Casuarinaceae). De vogel is betrekkelijk algemeen, er zijn nog 1500 exemplaren. De vogels hebben veel last van eierroof door ingevoerde predatoren als katten en een soort kraaien. Toch is er aanleiding te veronderstellen dat de aantallen stabiel blijven. De aldabradrongo staat gevoelig op de Rode Lijst van de IUCN.